# Futbolniy Klub Amkar
O Futbolniy Klub Amkar (em russo:  Футбо́льный клуб "Амка́р") é um clube russo de futebol da cidade de Perm. Iniciou as atividades em 1994, sendo dissolvido a 2018, e as retomado a abril de 2021.

## História
O Amkar foi fundado em maio de 1993, por trabalhadores da Fábrica de Fertilizantes Naturais de Perm. Porém, foi só em 1994 que conseguiu se inscrever para disputar a quarta divisão do futebol russo. O nome do clube deriva de "Amniak" (amoníaco) e "karbamid" (ureia), principais produtos da fábrica. Em 14 participações na Premier League Russa, seu melhor resultado foi um 4º lugar em 2008, mesmo ano em que teve seu melhor desempenho na Copa da Rússia, quando chegou à final (foi derrotado pelo CSKA Moscou nos pênaltis).
Embora tivesse vencido o Tambov no playoff de rebaixamento e garantisse sua permanência, devido às dificuldades financeiras, não recebeu licença da União de Futebol da Rússia (RFS) para disputar a primeira divisão. Também foi impedido de jogar a segunda divisão. Assim, o presidente Gennadi Shilov preferiu dissolver o clube do que ter de jogar a terceira divisão. A decisão foi anunciada em 18 de junho de 2018. Por este motivo, o Zvezda Perm, que não jogava desde 1997, foi refundado e inscrito no lugar dos Krasno-chernye para a temporada 2018–19.
Até sua dissolução, mandava seus jogos no Zvezda Stadium (cuja capacidade é de 19.500 lugares), passando a usar o Perm Velikaya Manege (500 lugares).
Em agosto de 2020, o Amkar foi refundado pelo governo do Krai de Perm para jogar a Liga de Futebol Amador da Rússia (quarta divisão nacional), obtendo a licença profissional para disputar a terceira divisão de 2021–22.

## Uniforme
Uniforme titularcamisa com listras vermelhas e pretas na horizontal, calção preto e meias pretas.
Uniforme reservacamisa branca com detalhes vermelhos, calção vermelho e meias brancas.

## Escudo
| Evolução do escudo do Amkar Perm | Evolução do escudo do Amkar Perm | Evolução do escudo do Amkar Perm | Evolução do escudo do Amkar Perm | Evolução do escudo do Amkar Perm | Evolução do escudo do Amkar Perm | Evolução do escudo do Amkar Perm | Evolução do escudo do Amkar Perm |
| 1994–2018                        | 2021–atualmente                  |                                  |                                  |                                  |                                  |                                  |                                  |
| -------------------------------- | -------------------------------- | -------------------------------- | -------------------------------- | -------------------------------- | -------------------------------- | -------------------------------- | -------------------------------- |

## Títulos
- Liga Nacional: 2003